# Antillocorini
Tribu
Les Antillocorini sont une tribu d'insectes hétéroptères (punaises) de la famille des Rhyparochromidae. 

## Description
Les Antillocorini se caractérisent, face aux autres Rhyparochrominae, par des critères dont certains sont microscopiques : des stigmates abdominaux (ou spiracles) tous ventraux, la paire postérieure de trichobothries du 5e sternite (segment abdominal ventral) implantées en biais et non sur une ligne verticale, des ocelles situées entre les yeux ou légèrement en arrière; la suture entre les sternites 4 et 5, n'atteint en général pas le bord de l'abdomen, et est incurvée vers l'avant sur les côtés. Le 2e segment du rostre atteint ou dépasse la base de la tête vers l'arrière. Les tarses comportent 3 segments (alors qu'il n'y en a que 2 chez les Lilliputocorini). Les juvéniles ont une suture abdominale dorsale se terminant en Y sur les côtés. Par contraste avec les Lethaeini, les buccules (renflements sur les côtés de la base du rostre) se rejoignent loin en arrière de la base de rostre et La tête ne présente pas de zones iridescentes. les membranes n'ont pas de veine transversale. Ils dépassent rarement 3 mm.

## Répartition et habitat
Ce groupe n'est pas restreint aux Antilles, comme son nom pourrait le laisser croire. Il est cosmopolite, mais surtout tropical et subtropical, avec la plus grande diversité apparaît dans la zone néotropicale. Quelques espèces s'aventurent toutefois plus haut dans l'hémisphère Nord, notamment Antillocoris et Paurocoris dans la zone néarctique, et Homoscelis, Iodinus et Tropisthetus dans le Paléarctique,,.  
En Europe, on rencontre les genres Homoscelis (une espèce en Grèce) et Tropisthetus (six espèces, dont trois en France et une en Suisse), dont Tropistethus holosericus, qui est présente au Nord jusqu'en Grande-Bretagne et en Scandinavie.  
Au Canada, on rencontre deux espèces, Antollocoris minutus et A. pilosulus, toutes deux présentes au Québec.

## Biologie
Comme les autres Rhyparochromidae, il s'agit de mangeurs de graines (la famille est appelée « seed bugs » en anglais, signifiant « punaises des graines »), qu'elles trouvent au sol dans la litière. Elles sucent également la partie préradicale des plantes. 
Deux espèces ont été décrites dans des grottes: l'une, Botocudo cavernicola, en Nouvelle-Guinée, sur le guano d'une colonie de chauves-souris. Celles-ci, des roussettes, se nourrissent de fruits, dont les graines se retrouvent dans leur guano, ce qui fait le menu de cette espèce de punaises; l'autre, Valeris subcavernicola (anciennement dans le genre Cligenes) à Trinidad et au Pérou, où elle se nourrit également de graines, présumées de Ficus et de Piper, également dans le guano de colonies de chauves-souris, et capables de transporter des graines empalées à l'extrémité de leur rostre.
Dans le Paléarctique, les espèces hibernent à l'état adulte.

## Systématique
Ce taxon, qui fait partie de la sous-famille des Rhyparochrominae, a été décrit en 1964 par l'entomologiste américain Peter D. Ashlock (1929-1989), pour les séparer des Lethaeini dans lesquels ils étaient compris jusqu'alors. Il a été repris et accepté par Sweet  (1967). De nombreuses études précisent leur systématique, leurs relations et leur répartition,,,,,,,,.
Cette tribu comprend 35 genres et près de 120 espèces. Le genre type est Antillocoris Kirkaldy, 1904.  Le site Lygaeoidea Species Files présente un catalogue en ligne des espèces avec leurs références,.
D'un point de vue phylogénique, il n'est peut-être pas encore monophylétique, car certains taxons néotropicaux présentent un alignement des trichobothries abdominales, et une bordure postérieure de la corie fortement concave. Le manque de collecte d'individus juvéniles ne permet pas de déterminer certains critères. Comme il s'agit de punaises de très petite taille, de nouvelles espèces continuent encore à être découvertes, en particulier dans la zone néotropicale.

### Fossiles
Il n'y a pas de fossiles connus à ce jour.

### Liste des genres
Selon BioLib (8 décembre 2022), complété à partir de Lygaeoidea Species Files :
- genre Acolhua Distant, 1893
- genre Antillocoris Kirkaldy, 1874
- genre Antillodema Slater, 1980
- genre Arimacoris Baranowski & Slater, 1987
- genre Baeocoris Slater, 1983
- genre Bathydema Uhler, 1893
- genre Bocundostethus Scudder, 1962
- genre Botocudo Kirkaldy, 1904
- genre Branstettocoris Brailovsky, 2010
- genre Caeneusia Strand, 1928
- genre Caymanis Baranowski & Brambila, 2001
- genre Cligenes Distant, 1893
- genre Gemmacoris Baranowski & Slater, 1987
- genre Homoscelis Horváth, 1884
- genre Iodinus Lindberg, 1927
- genre Kinundastethus Scudder, 1962
- genre Lethaeaster Breddin, 1905
- genre Lethaeastroides Malipatil & Woodward, 1989
- genre Microcoris Bergroth, 1908
- genre Microlugenocoris Scudder, 1962
- genre Neopoliocoris Zhang & Chen, 2015
- genre Nympholethaeus Woodward, 1959
- genre Paradema Slater, 1980
- genre Paurocoris Slater, 1980
- genre Polycligenes Scudder, 1962
- genre Pulmomerus Cervantes & Brailovsky, 2012
- genre Schuhocoris Slater, 1985
- genre Scythinus Distant, 1893
- genre Siniasinensis Scudder, 1968
- genre Terenocoris Slater, 1980
- genre Tomocoris Woodward, 1953
- genre Tomocoroides Woodward, 1963
- genre Trachinocoris Slater, 1980
- genre Tropistethus Fieber, 1860
- genre Valeris Brambila, 2000

## Galerie

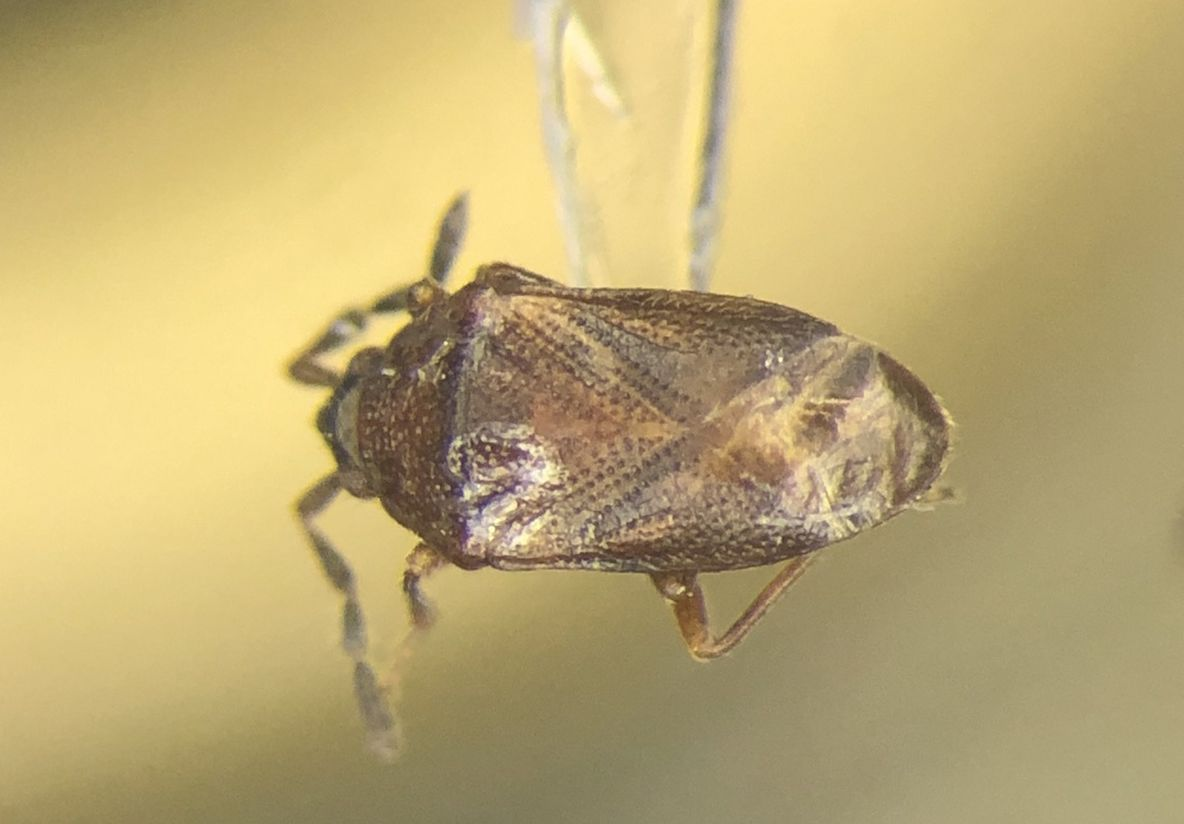
Antillocoris minutus, Québec
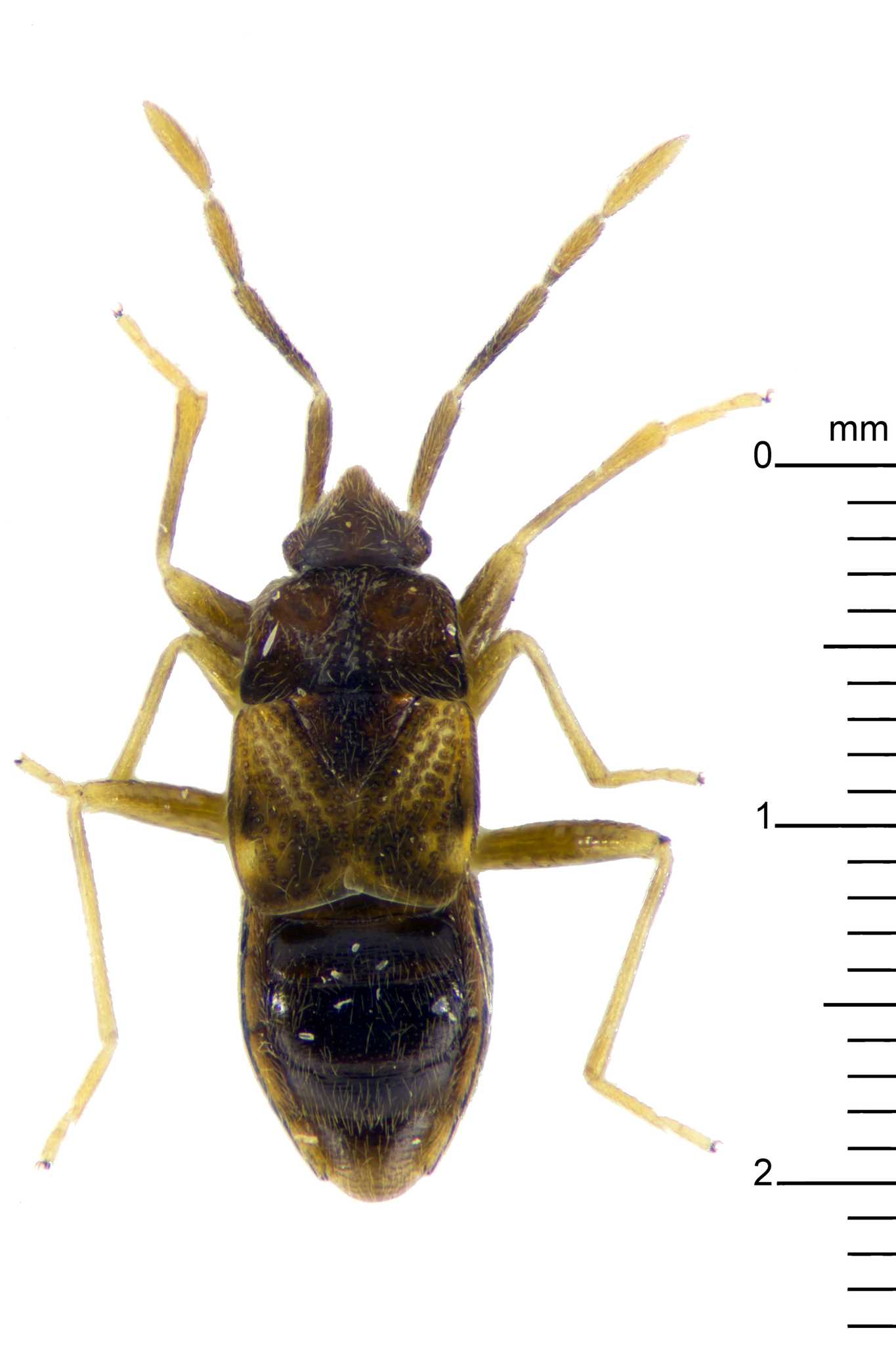
Baeocoris woodwardi, île de Bornéo
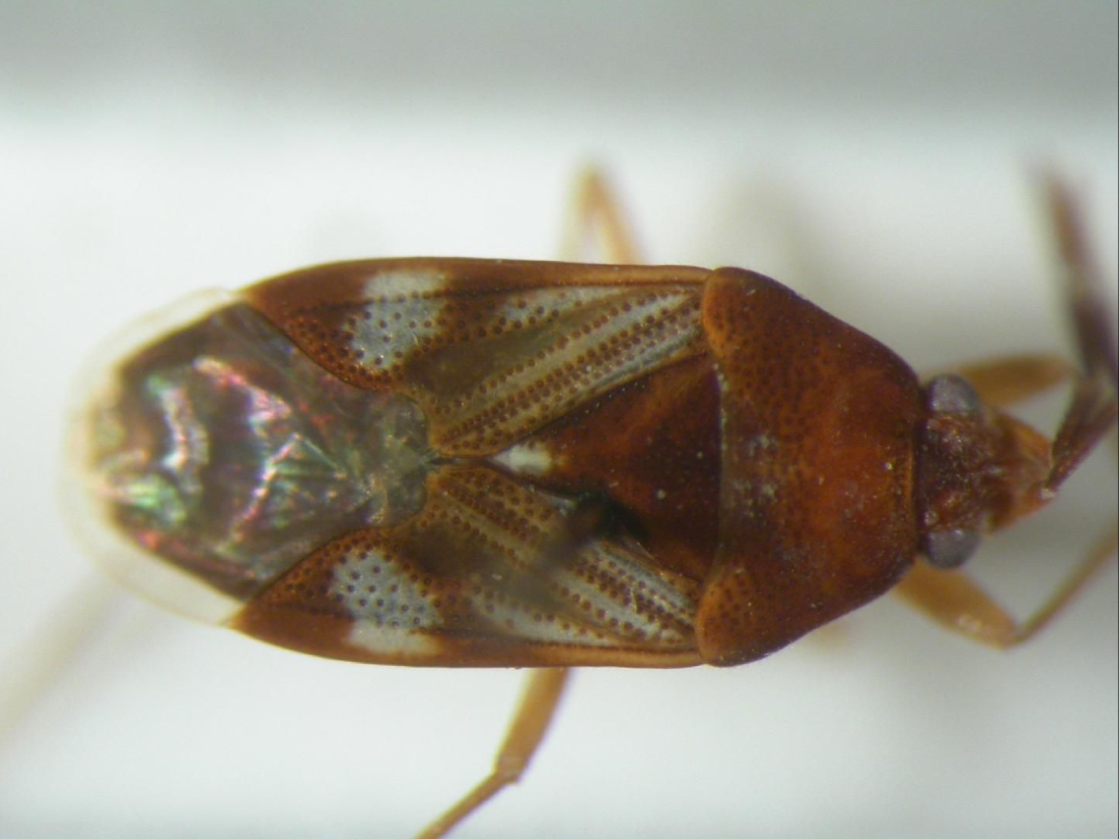
Botocudo cavernivola, Nouvelle-Guinée, spécimen du NHML
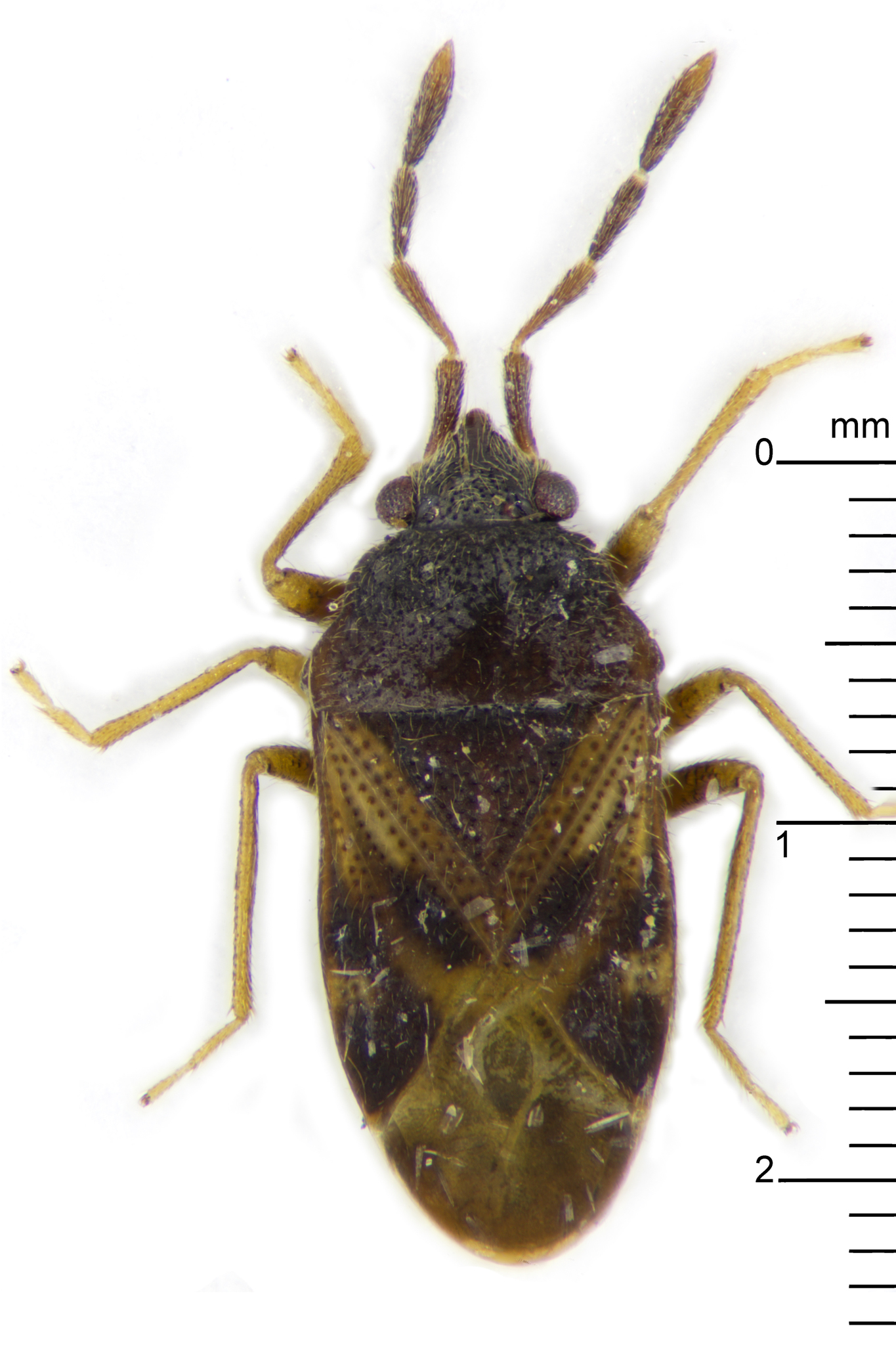
Siniasinensis brevis, espèce de la l'écozone indomalaise
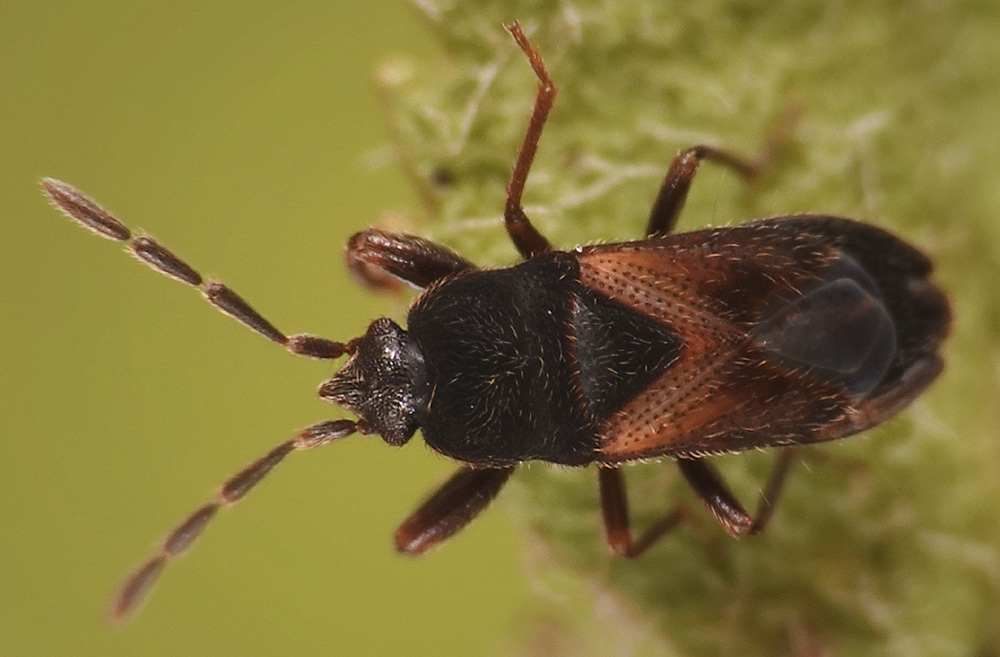
Tropistethus holosericus, Finlande